# 朱麒
朱麒，明朝军事将领，撫寧侯。
朱暉之子，襲侯，嘗充任總兵官，鎮守兩廣，并與姚鏌平定田州岑猛叛變，加封太子太保，嘉靖初年召還。隨後，守備南京后去世。